# Alexey Pajitnov
Alexey Leonidovich Pajitnov (russisk: Алексей Леонидович Пажитнов, tr. Alekséj Leonídovitj Pásjitnov; født 14. marts 1956 i Moskva, Sovjetunionen) er en russisk - amerikansk computerprogrammør bosiddende i USA, der udviklede computerspillet Tetris, da han arbejdede for Sovjetunionens forsknings- og udviklingscenter.
På trods af, at Pajitnov udviklede det populære computerspil, modtog han først royalty for sin indsats, da han og Henk Rogers stiftede selskabet The Tetris Company.
Efter at være flyttet til USA i 1991, begyndte han i 1996 af arbejde for Microsoft i oktober 1996, hvor han medvirkede til udviklingen af Microsoft Entertainment Pack og MSN Mind Aerobics.